# Berkeley 59
Berkeley 59 (również OCl 286.0) – młoda gromada otwarta znajdująca się w konstelacji Cefeusza w odległości około 3300 lat świetlnych od Ziemi.
Gwiazdy gromady Berkeley 59 niedawno opuściły otaczające je otoczki gazowe. Mają one zaledwie kilka milionów lat, są więc niezwykle młode w skali gwiezdnej. Młode gwiazdy podgrzewają otaczający je ciepły pył, rozświetlając go. Gromada Berkeley 59 jest zanurzona w mgławicy NGC 7822. We wnętrzu mgławicy powstaje już druga generacja gwiazd, być może wskutek ogrzania i kompresji gazu przez młode gwiazdy.